# كورين سيلفا
كورين سيلفا (بالإنجليزية: Corinne Silva)‏ هي فنانة ومصورة بريطانية، ولدت في 1976 في ليدز في المملكة المتحدة.